# Guri Melby
Guri Melby, født 3. februar 1981 i Orkdal, er en norsk politiker fra  Venstre og Venstres partileder. Hun blev udnævnt til minister for viden og integration den 13. marts 2020 i Regeringen Solberg. 
Indtil da var hun siden 17. januar 2018 medlem af Stortinget fra Oslo som erstatning for Trine Skei Grande i forbindelse med at Venstre tiltrådte regeringen og Grande blev kulturminister.

## Eksterne links
- Wikimedia Commons har flere filer relateret til Guri Melby